# Павловка (Угловський район)
Па́вловка (рос. Павловка) — село у складі Угловського району Алтайського краю, Росія. Адміністративний центр Павловської сільської ради.

## Населення
Населення — 1058 осіб (2010; 1236 у 2002).
Національний склад (станом на 2002 рік):
- росіяни — 83 %